# Martin Ďurica
Martin Ďurica (* 11. července 1981 Žilina) je slovenský fotbalový záložník, od července 2014 působící v MFK Frýdek-Místek. Mimo Slovenska působil ve Švýcarsku a v Izraeli.

## Klubová kariéra
Fotbalově vyrostl v Žilině, se kterou vyhrál třikrát ligový titul. Prvním zahraničním angažmá se pro něj stal přestup do švýcarského klubu FC Chiassa. V roce 2005 se vrátil na Slovensko a podepsal Petržalku, i zde získal jeden ligový titul. Následně se vrátil zpět do Žiliny. Po půl roce odešel do Ahva Arraba. V létě 2010 přestoupil do Senice. Před sezonou 2013/14 mužstvo opustil a po více než půl roce bez angažmá zamířil do ISKRY Borčice. V létě 2014 přestoupil do Frýdku-Místku.

## Reprezentační kariéra
Martin Ďurica nastupoval za mládežnické výběry Slovenska. V dresu A-týmu slovenské reprezentace se představil v letech 2003–2004 celkem pětkrát, přičemž vstřelil 1 gól.

### Reprezentační góly
Gól Martina Ďuricy v A-mužstvu Slovenska
| Gól | Datum       | Stadion                        | Soupeř  | Skóre (min.) | Výsledek     | Soutěž    |
| --- | ----------- | ------------------------------ | ------- | ------------ | ------------ | --------- |
| 010 | 2. 12. 2004 | Suphachalasai Stadium, Bangkok | Thajsko | 0?:10(68.)   | 1:1 4:5 pen. | Kings Cup |

## Úspěchy

### Klubové
MŠK Žilina
- 3× vítěz 1. slovenské ligy

Artmedia
- 1× vítěz 1. slovenské ligy
- 1× vítěz slovenského poháru